# Kalyan
Kalyan (marathi: कल्याण) est une ville indienne du district de Thane dans le Maharashtra et un point de jonction ferroviaire important dans la proximité de Mumbai.

## Géographie
Combinée à la cité de Dombivali pour former l'intercommunalité de Kalyan-Dombivali, elle est considérée comme une partie de l’aire urbaine de Mumbai, dans la continuité de l'extension urbaine commencée à Navi Mumbai et englobant aussi Bhiwandi.
D'après le recensement de 2011, l'intercommunalité aurait 1 246 381 habitants.